# Зденка Бернот
Зденка Бернот (рођ. Жупанчич; Идрија, 16. мај 1909 — Љубљана, 16. август 1984) била је истакнута словеначка и југословенска професорка соло певања и оперска певачица (сопран). Највећи део своје каријере провела је као професорка на Академији за музику у Љубљани, где је одшколовала бројне генерације оперских певача.

## Биографија
Рођена је као Зденка Жупанчич 16. маја 1909. године у Идрији, тада у Аустроугарској. Студирала је певање на Конзерваторијуму Глазбена матица у Љубљани (данашња Академија за музику) у класи Матеје Лупинци. Студије је завршила 1932. године.
Након студија, кратко је наступала као сопран у Љубљанској опери у сезони 1931/1932. Међутим, убрзо се посветила педагошком раду. Од 1932. до 1941. године предавала је певање на Градској музичкој школи у Цељу.
После Другог светског рата, 1945. године, почиње да ради као професорка соло певања на Академији за музику у Љубљани. На овој позицији остала је све до пензионисања 1977. године. Током више од три деценије педагошког рада, одшколовала је велики број словеначких и југословенских оперских певача који су остварили значајне каријере. Била је позната као посвећена и стручна професорка која је неговала лепоту тона и прецизну вокалну технику код својих студената.
Била је удата за Антона Бернота. Преминула је 16. августа 1984. године у Љубљани.

## Значајни ученици
Кроз педагошки рад Зденке Бернот прошли су многи касније истакнути оперски уметници, укључујући:
- Станоје Јанковић (баритон)[2]
- Елза Кастел (сопран)[1]
- Митја Грегорчич (тенор)[1]
- Рудолф Францл (тенор)[1]
- Злата Огњановић (сопран)[3]
- Бого Пестнер (тенор)[1]
- Јанез Ријавец (тенор)[1]

## Награде и признања
- Орден рада са златним венцем (1975) - за заслуге у педагошком раду.[1]